# Camaridium densum
Camaridium densum, es una orquídea originaria de Sudamérica. 

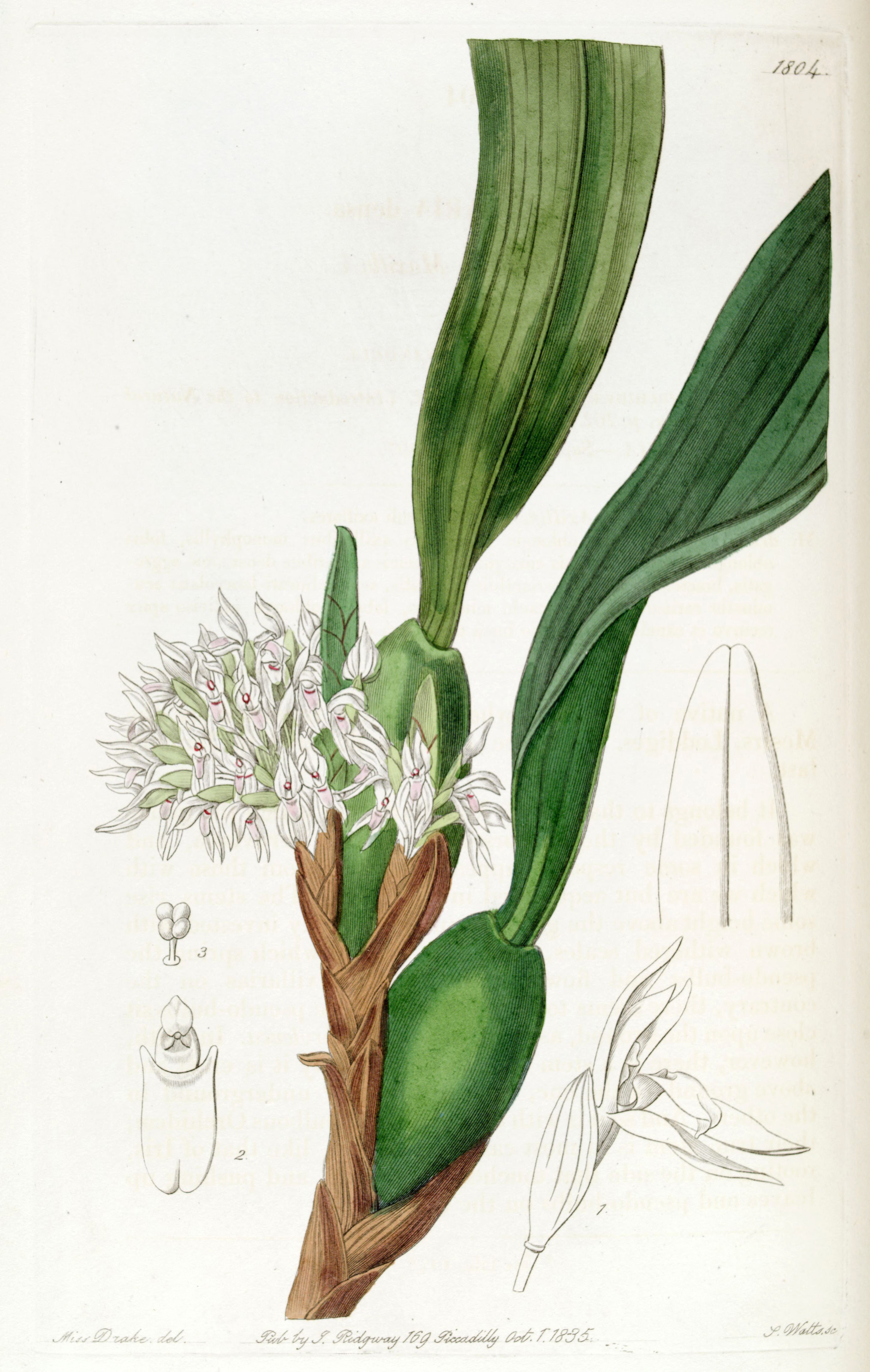
Ilustración

## Descripción
Es una orquídea de tamaño mediano, con hábitos epífitas   con un rizoma alargado que tiene pseudobulbos congestionados o extendidos, elíptico-oblongos a ovadas-oblongos subtendidos por 2 vainas escariosos y una sola hoja apical, lineal oblonga oblicuamente retorcida. Florece en el invierno y la primavera en una corta inflorescencia , sola, de flores fragantes, surgida del pseudobulbo maduro y que se presenta en racimos, o simplemente emergen de las brácteas en el vástago de desarrollo del próxima pseudobulbo.

## Distribución y hábitat
Se encuentra en México, Belice, El Salvador, Guatemala, Honduras y Nicaragua, así como en Colombia en los árboles en bosques húmedos en elevaciones más bajas y bosques de neblina, o con hábito terrestre en los bosques de pino en elevaciones de hasta a 2.500 metros.

## Taxonomía
Camaridium densum fue descrita por (Lindl.) M.A.Blanco   y publicado en Lankesteriana: La Revista Cientifica .... 7(3): 520. 2007.
Sinonimia
- Maxillaria densa Lindl.
- Maxillaria glomerata Galeotti[1][3][4]